# Baki Davrak
Baki Davrak (* 1971 in Säckingen) ist ein deutscher Schauspieler.

## Leben
Davraks wuchs in einem türkeistämmigen Elternhaus auf. Seine Ausbildung erhielt er in Hannover und in der Berliner Theaterszene. Er blieb bis heute auch Bühnendarsteller.
Erste Beachtung brachte seine Mitwirkung in den Filmen Lola und Bilidikid (1997) von Kutluğ Ataman (seine erste Filmrolle) und Dealer (1999) von Thomas Arslan. Danach wurde es wieder ruhig um ihn und er bestritt u. a. als Parkwächter vor einem Kino seinen Lebensunterhalt, bis Fatih Akin ihm die Hauptrolle als türkischstämmiger Germanistikprofessor Nejat in dem international preisgekrönten Film Auf der anderen Seite (2007) anbot. Im selben Jahre war Baki noch in Brinkmanns Zorn von Harald Bergmann zu sehen.
Mitwirkungen in Fernsehserien und -filmen wie Wolffs Revier, Blond: Eva Blond! oder Meine verrückte türkische Hochzeit sind ein drittes Wirkungsfeld des Schauspielers. Hier hatte er allerdings meist nur kleine Rollen zu spielen. Im Radio-Tatort übernahm Davrak von Januar 2008 bis August 2009 in den ersten vier vom WDR produzierten Folgen die Rolle des Kriminalhauptkommissars Nadir Taraki.
Daneben schreibt der Schauspieler. Ein erster Band Dichtung war für Herbst 2007 angekündigt. Der Termin konnte aufgrund unvorhergesehener anderer Verpflichtungen jedoch nicht eingehalten werden.

## Filmografie
- 1999: Lola + Bilidikid
- 1999: Dealer
- 1999: Balko: Baby-Stress
- 1999: Die Braut
- 1999: Bevor der Tag anbricht
- 1999: Tatort: Kinder der Gewalt (Fernsehreihe)
- 2000: Der Puma: Kämpfer mit Herz – Bruderliebe
- 2001: Planet Alex
- 2001: Null Uhr 12
- 2001: Masken
- 2001: Nass
- 2003: Past by Night
- 2003: Scardanelli
- 2004: Wolffs Revier: Tod in Uniform
- 2004: Blond: Eva Blond! – Der Zwerg im Schließfach
- 2004: Alarm für Cobra 11 – Die Autobahnpolizei: Showdown
- 2006: Meine verrückte türkische Hochzeit
- 2006: Brinkmanns Zorn
- 2006: Kommissarin Lucas – Skizze einer Toten
- 2007: Auf der anderen Seite
- 2008: Tatort: Tote Männer
- 2010: KDD – Kriminaldauerdienst: Sicherheit
- 2010: Ein Fall für zwei: Zwischen den Fronten
- 2010: Mordkommission Istanbul: Die steinernen Krieger
- 2010: Einmal im Herbst...
- 2011: Bizim Büyük Çaresizligimiz
- 2011: Do Not Forget Me Istanbul
- 2011: Rendezvous in Belgrad
- 2011: One Missed Call: Life
- 2016–2017: Vatanım Sensin (türkische Fernsehserie)
- seit 2020: Die Grube des Grauens (The Pit)
- 2020–2021: Çukur

## Theaterrollen (Auswahl)
- 1992: Picknick im Felde (Kulturfabrik, Regie: Emanuel Quiroga)
- 1993: Familie Jacobsen (Theater am Halleschen Ufer, Regie: Bernd Motl)
- 1993: Armut, Reichtum, Mensch und Tier (Theaterforum, Regie: Andrea Vilter)
- 1993: Schade, dass sie ein Hure war (Theater im Schokoladen, Berlin, Regie: Dirk Steinmann)
- 1993: Der Prozess der Jeanne D'arc de Rouvo (Theater Affekt, Berlin, Regie: Lars Ole Walburg)
- 1994: Spur des dunklen Engels (Theater am Halleschen Ufer, Regie: Bernd Motl)
- 1994: Die gelehrten Frauen (Theater an der Schönhauser, Regie: Peter Lüder)
- 1994/1995: Twa Queens on wan green isl (Theater an der Eisfabrik, Regie: Wolfgang Piontek)
- 1995/1996: Waz wirret dir Parzival (Theater an der Eisfabrik, Regie: Wolfgang Piontek)
- 1996: Feeb (Theater zum zerbrochenen Fenster, Berlin, Regie: Christian Schiller)
- 1996: Krankenzimmer Nr 6 (Theaterdock, Berlin, Regie: Dirk Steinmann)
- 1997: Pinocchio (Schloßparktheater, Buckow, Regie: Oliver Konrad)
- 1997: Glück, oder... (Theater am Halleschen Ufer, Regie: Michael Zeyfang, Rolf Baumgart)
- 1999: Die Zofenyer (Theater zum zerbrochenen Fenster, Berlin, Regie: Pasqual Jordan)
- 2007: Fordlandia (Schauspiel Köln, Regie: Tom Kühnel)